# Рахимов, Рамиль Галеевич
Рамиль Галеевич Рахимов (19 января 1958 — 15 декабря 2012) — советский и российский актёр-кукольник, заслуженный артист Российской Федерации, актёр и режиссёр Оренбургского областного театра кукол.

## Биография
Окончил театральное училище им. И. А. Слонова (Саратов), в 1990 — ЛГИТМиК по специальности «Актёр театра кукол». С 1978 г. — в Оренбургском областном театре кукол. Им были поставлены спектакли «Журавлиные перья» Д. Киносита, «Пока не увяла роза», «Котенок на снегу», «Три поросенка», моноспектакли — «В бедламе нелюдей отказываюсь жить», «По стихам М. Цветаевой», «Нам покаянные рубахи, нам со свечой идти и выть» по стихам А. Ахматовой.
Основные роли: Кот Ямомото («До свидания, овраг» — Гейко Н., Митрофанов Л.); Мастер с воронами («Золотой конь» — Райнис Я.); Принц («Маленький принц» — Сент-Экзюпери А.); Черный принц («Золотой конь» — Райнис Я.); Шафиров («Гуманоид в небе мчится» — Хмелик А.).

## Награды и звания
Заслуженный артист Российской Федерации (2011).
- 1998 год — лауреат смотра областного «Пролог» в номинации «Лучший одноактный спектакль», за спектакль «Таинственный гиппопотам»;
- 1999 год — лауреат областного смотра «Пролог» в номинации «Лучший моноспектакль» за моноспектакль по стихам А.Ахматовой;
- 2000 год — диплом областного смотра «Пролог» за сценическую композицию «Мечта марионетки»;
- 2006 год — лауреат премии Оренбургского отделения СТД РФ «Лицедей».